# Peromyscus attwateri
Peromyscus attwateri — вид гризунів родини Cricetidae. Він зустрічається в Арканзасі, Канзасі, Міссурі, Оклахомі та Техасі в США. Цей вид названий на честь Генрі Філемона Еттватера.

## Морфологічна характеристика
При загальній довжині від 182 до 220 мм, довжині голови і тіла і довжині хвоста приблизно однакові, і вазі від 25 до 35 г, вид є представником роду середнього розміру. Задні лапи помітно великі, довжиною від 24 до 27 мм. Через кілька змін шерсті залежно від віку та дві зміни шерсті на рік забарвлення досить різноманітне. Зазвичай верхня поверхня інтенсивно-коричневого кольору влітку та більш блідо-коричневого взимку. Спина темніша через домішку чорного волосся, іноді присутній рожевий відтінок. Волоски знизу біля коріння пурпурові, що не видно через довгі білі кінчики. На хвості, який знизу світліший, переважно тонке хутро, а на кінчику є пензлик. 16 зубів у зубному ряду поділяються на один різець і три корінні зуби на половину щелепи. Ікла та премоляри відсутні.

## Поширення
Цей гризун живе в центральному Техасі, Оклахомі і досягає північного заходу Арканзасу, південного заходу Міссурі та південного сходу Канзасу. Зразки живуть в середніх гірських хребтах і в широких долинах. Вони живуть у скелястих ландшафтах, які більшою чи меншою мірою вкриті лісами чи чагарниками. Для регіону характерні кущі ялівцю та різноманітні листяні дерева, такі як дуби та скумпія трилопатева.

## Спосіб життя
Peromyscus attwateri пересувається по землі й лазить по деревах. Домашня території в середньому становлять 0,2 га, причому територія в самця вдвічі більша, ніж у самиці. Вони простягаються вздовж гірських хребтів. Наскільки відомо, цей вид веде нічний спосіб життя та всеїдний, харчуючись ягодами, жолудями, насінням інших рослин, травами та комахами. 

## Розмноження
За винятком найспекотніших тижнів літа, розмноження може відбуватися в будь-який час року. Самиця має кілька виводків з 3–6 нащадками за раз. Якщо самиця вигодовує старший молодняк, то тривалість вагітності становить 26–32 дні, в іншому випадку 23 дні.